# Jacob Ræder
Jacob Thode Ræder (11. februar 1798 på gården Næs, Gryttens Præstegæld i Romsdalen – 18. juni 1853 i København) var en dansk officer og militærforfatter, bror til Ditlev, Johan Christopher og Philip Ræder og far til Georg Ræder.

## Uddannelse
Han var en søn af oberstløjtnant Johan Georg Ræder, blev landkadet 1811 og 4 år senere sekondløjtnant og ansat à la suite ved et infanteriregiment i København, hvor han 1816 kom i virkeligt nummer. Han kom 1818 til okkupationskorpset i Frankrig og fulgte samme år med dette tilbage til Danmark. Ræder, der var en meget virksom natur, havde 1817 taget landmålereksamen, og efter sin hjemkomst fra Frankrig studerede han i et par år ingeniørvæsen ved Ingeniørkorpset og aflagde ingeniøreksamen uden dog at opnå sit ønske om ansættelse i korpset.
Han fik god anvendelse for sine kundskaber, idet han straks efter sin udnævnelse til premierløjtnant 1822 blev ansat ved Gradmålingen i Holsten, hvor han virkede lige til 1830, da han blev kaptajn. Han gjorde nu i nogen tid tjeneste ved artilleriet og blev 1833 ansat ved Den kongelige militære Højskole som lærer i generalstabslære. Samme år ægtede han Caroline Amalie Baur (2. februar 1810 – 9. december 1895), datter af etatsråd Georg Friedrich Baur og Mariane f. Heise. Ægteskabet med den altonaiske handelsmagnats datter gjorde Ræder til en meget velhavende mand.

## Militærforfatter
Som lærer på Højskolen måtte Ræder udarbejde lærebøgerne i de fag, han skulle docere; han kom derved ind på forfatterbanen og udfoldede efterhånden en betydelig virksomhed som skribent. De fleste af hans arbejder er nu glemt, men et par stykker af dem har dog blivende værd. Dette gælder særlig Den danske Armés Organisation, der udkom 1837 og er et vigtigt kildeskrift for studiet af den danske hærordnings historie. Også som krigshistoriker har Ræder forsøgt sig. F.H. Jahns virksomhed havde kaldt interessen for dansk krigshistorie til live, og efter denne banebryders alt for tidlige død prøvede flere officerer på at fortsætte i hans fodspor. I begyndelsen af 1840'erne var der stemning for at tage fat på udarbejdelsen af en almindelig dansk krigshistorie. Foretagendet, der stærkt interesserede Ræder, blev dog aldrig gennemført, men det affødte en lille polemik i Den frisindede, hvor en række indsendere søgte at påvise, at Ræder manglede både "Begavelse, historisk Dannelse og Videnskabelighed"; kun få og svage røster hævede sig til forsvar for Ræder, der ikke selv deltog i striden. Derimod beskæmmede han sine anklagere ved 1845 at udgive første bind af sit stort anlagte værk Danmarks Krigs- og politiske Historie 1807-9. Bogen, hvis 3. og sidste bind udkom 1852, er vel i ingen henseende et mesterværk og blev heller ikke modtaget med ublandet anerkendelse; men den læses endnu med udbytte, og forfatterens opfattelse af personer og forhold er i reglen sund og fordomsfri.

## Treårskrigen
Inden værket var fuldført "lød Generalmarchen over hele Danmarks Land", og Ræder, der i 1847 var blevet major ved 10. bataljon, rykkede i spidsen for sine nordslesvigere i felten og førte dem med hæder i hele Treårskrigen. 20. april 1848 sprængte han i det ublodige "slag ved Platenhørn" den ejderstedske landstorm, og 3 dage efter blev han som såret båret bort fra valpladsen ved Slesvig by. I juni overtog han atter sin bataljon, og i december blev han oberstløjtnant. I 1849 deltog han i forsvaret af Dybbøl og Als; særlig 13. april udmærkede hans bataljon sig ved erobringen af de sachsiske kanoner. I krigens sidste felttog kæmpede Ræder både ved Isted og ved Mysunde, hvorefter han udnævntes til oberst. Efter krigen vendte han tilbage til København, hvor han fuldførte sit krigshistoriske hovedværk. Han døde 18. juli 1853 af kolera i epidemien dette år.
Han har efterladt fyldige optegnelser om sit liv hvoraf hans Krigserindringer fra 1848–50 udkom 1911, Barndoms- og Ungdomserindringer 1912. Disse giver en troværdig, usminket, til dels dokumenteret fremstilling af forholdene på krigsfod i en afdeling og er meget læseværdige. 1850 blev han idømt en alvorlig straf for insinuationer mod brigadekommandøren Oluf Krabbe hvilket nok kan have virket med til hans skarpe domme. Han blev kammerjunker og Ridder af Dannebrog 1840 og Dannebrogsmand 1848.
Han er begravet på Garnisons Kirkegård.
Der findes en miniature fra 1826 og portrætmalerier fra 1830 og ca. 1833. Maleri af Sophus Schack ca. 1840. Afbildet på samme maleri, 1843, af salvingen 1840 (Statens Museum for Kunst).